# Quintessence (musikalbum)
Quintessence är det norska black metal-bandet Borknagars fjärde studioalbum. Albumet utgavs 2000 av skivbolaget Century Media Records.

## Låtlista
1. "Rivalry of Phantoms" (Øystein G. Brun) – 4:36
2. "The Presence Is Ominous" (Øystein G. Brun) – 4:55
3. "Ruins of the Future" (Øystein G. Brun) – 4:55
4. "Colossus" (Asgeir Mickelson/ICS Vortex) – 4:27
5. "Inner Landscape" (Lars A. Nedland) – 2:51
6. "Invincible" (Øystein G. Brun) – 4:25
7. "Icon Dreams" (Øystein G. Brun) – 4:32
8. "Genesis Torn" (Asgeir Mickelson/Øystein G. Brun) – 5:16
9. "Embers" (Øystein G. Brun) – 1:26
10. "Revolt" (Øystein G. Brun) – 6:05

## Medverkande
Musiker (Borknagar-medlemmar)
- ICS Vortex (Simen Hestnæs) – sång, basgitarr
- Øystein Garnes Brun – gitarr
- Jens F. Ryland – gitarr
- Asgeir Mickelson – trummor
- Lars A. Nedland – keyboard

Produktion
- Borknagar  – producent
- Peter Tägtgren – ljudtekniker, ljudmix
- Lars Szöke – ljudtekniker
- Tom Kvålsvoll – mastring
- Asgeir Mickelson – omslagsdesign, omslagskonst, logo
- Christophe Szpajdel – logo
- Sebastian Ludvigsen – foto

### Fotnoter
1. ↑  Quintessence på discogs.com